# Katherine Grainger
Katherine Grainger, née le 12 novembre 1975 à Glasgow, est une rameuse écossaise. 
Depuis 2015, elle est également chancelière de l'université Oxford Brookes au Royaume-Uni.  

## Biographie

### Etudes
Elle a fait ses études secondaires à Bearsden, dans la banlieue de Glasgow.

### Olympisme
Entre 2000 et 2016, elle est médaillée sur chaque JO.
Le 29 novembre 2024, elle est nommée présidente du comité olympique britannique en remplacement de Sebastian Coe. C'est la première femme nommée à ce poste.

## Palmarès

### Jeux olympiques
- 2016 à Rio de Janeiro (Brésil)
  -  Médaille d'argent en deux de couple.
- 2012 à Londres,  Royaume-Uni
  -  Médaille d'or en deux de couple
- 2008 à Pékin,  Chine
  -  Médaille d'argent en quatre de couple
- 2004 à Athènes,  Grèce
  -  Médaille d'argent en deux de pointe
- 2000 à Sydney,  Australie
  -  Médaille d'argent en quatre de couple

### Championnats du monde
- 2011 à Bled,  Slovénie
  -  Médaille d'or en deux de couple
- 2010 à Hamilton,  Nouvelle-Zélande
  -  Médaille d'or en deux de couple
- 2009 à Poznań,  Pologne
  -  Médaille d'argent en skiff
- 2007 à Munich,  Allemagne
  -  Médaille d'or en quatre de couple
- 2006 à Eton,  Royaume-Uni
  -  Médaille d'or en quatre de couple
- 2005 à Gifu,  Japon
  -  Médaille d'or en quatre de couple
- 2003 à Milan,  Italie
  -  Médaille d'or en deux de pointe
- 1997 à Aiguebelette,  France
  -  Médaille de bronze en huit